# Elegia verreauxii
Elegia verreauxii là một loài thực vật có hoa trong họ Restionaceae. Loài này được Mast. mô tả khoa học đầu tiên năm 1885.